# Eunicella verrucosa
Eunicella verrucosa је корални полип из реда Gorgonacea и фамилије Plexauridae.

## Угроженост
Ова врста се сматра рањивом у погледу угрожености врсте од изумирања.

## Распрострањење
Ареал врсте покрива средњи број држава. 
Врста је присутна у Шпанији, Италији, Алжиру, Мароку, Мауританији, Уједињеном Краљевству, Ирској и Француској.